# Joachim Mbadu Kikhela Kupika
Joachim Mbadu Kikhela Kupika (* 10. März 1932 in Phuka Kumbi; † 12. März 2019 in Kinshasa) war ein kongolesischer Geistlicher und römisch-katholischer Bischof von Boma.

## Leben
Joachim Mbadu Kikhela Kupika studierte Literaturwissenschaft am in Mbata-Kiela in Kongo Central und anschließend Philosophie und Theologie am Priesterseminar von Kabwe in Kasaï. Er empfing am 12. April 1959 die Priesterweihe und wurde in den Klerus des Bistums Boma inkardiniert. Er war in der Seelsorge in Kangu und Bischumbe tätig. 
Papst Paul VI. ernannte ihn am 30. Januar 1975 zum Koadjutorbischof von Boma und Titularbischof von Zica. Der Bischof von Tshumbe, Albert Tshomba Yungu, spendete ihm am 17. August desselben Jahres die Bischofsweihe; Mitkonsekratoren waren Joseph-Albert Kardinal Malula, Erzbischof von Kinshasa, und Pierre Kimbondo, Erzbischof ad personam von Kisantu.
Nach dem Rücktritt Raymond Ndudis folgte er ihm am 22. November 1975 als Bischof von Boma nach. Papst Johannes Paul II. ernannte ihn am 21. Mai 2001 nach seinem Rücktritt zum Titularbischof von Belesasa.
1975 wurde er Präsident der nationalen Bischofskonferenz des Kongo. 

## Schriften
- La réconciliation traditionnelle Yombe. Son expression sacramentelle dans une liturgie africaine. Thèse de doctorat en théologie avec spécialication en liturgie, Pontificium Institutum Liturgicum Anselmianum, Rome 1975